# 南美裸吻電鰻
南美裸吻電鰻，為輻鰭魚綱電鰻目大吻電鰻科的其中一種，為熱帶淡水魚，分布於南美洲奧里諾科河及Mamoré河上游流域，體長可達21.5公分，棲息在底中層水域，白天躲藏在沙中，黃昏及清晨時活動，生活習性不明。

## 扩展阅读
維基物種上的相關：南美裸吻電鰻